# Spilosoma variata
Spilosoma variata är en fjärilsart som beskrevs av Daniel 1943. Spilosoma variata ingår i släktet Spilosoma och familjen björnspinnare. Inga underarter finns listade i Catalogue of Life.